# Mont Tsukuba
El Mont Tsukuba (en japonès 筑波山 Tsukuba-san) és una muntanya de 877 m situada a la localitat de Tsukuba, Japó. És una de les 100 muntanyes famoses del Japó i és coneguda pel temple xintoista que s'hi troba, el Tsukubasan jinja (en japonès, 筑波山神社'). Des del seu cim es té una vista panoràmica de la plana de Kanto.
La muntanya està formada per roques com el granit i gabre. El granit de Tsukuba és conegut i s'extreu.

## Transport

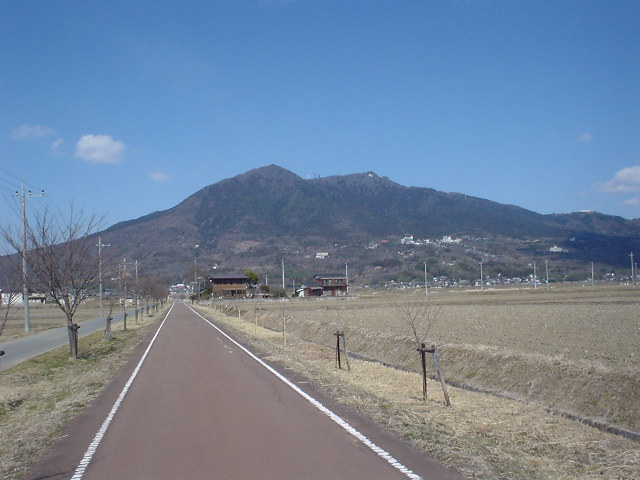
El Mont Tsukuba des del RinRin Roodo

Es pot accedir a la muntanya en autobús des de Tsukuba. La muntanya té telefèric i funicular. A més, la ruta ciclista RinRin (en japonès つくばりんりんロード, Tsukuba RinRin Roodo) passa pel peu de la muntanya. La ruta aprofita l'antiga línia de tren de Tsukuba (en japonès 筑波鉄道 Tsukuba tetsudou) de la ciutat de Tsuchiura fins Iwase, abandonada des de l'any 1987. Les antigues estacions de tren han estat reformades.